# 金性堯
金性堯（1916年5月5日—2007年7月15日），號星屋，筆名文載道，浙江定海（原宁波定海县，现舟山）人，中国古典文学家、出版人，曾為上海古籍出版社支部主任。與季羨林齊名，被譽為“南金北季”。

## 生平及著作
自幼就讀於阮氏家塾，曾在《舟報》副刊上撰稿，與魯迅有書信往来。抗戰爆發，全家遷至上海，主編《魯迅風》、《蕭蕭》、《文史》，一生著述不綴，文學作品有《星屋小文》、《風土小記》、《唐詩三百首新註》、《宋詩三百首新註》、《明詩三百首新註》、《爐邊詩話》、《閒坐說詩經》、《夜闌話韓柳》；歷史著作有《伸腳錄》、《清代筆禍錄》（後補充修訂爲《土中錄》）、《清代宮廷政變錄》（又名《清代宮廷政變紀要》）、《飲河錄》、《不殤錄》、《無情最是帝王家》等書。上海百家出版社2009年出版《金性堯全集》九卷。